# József Szinnyei (bibliograf)
József Szinnyei (n. 18 martie 1830, Komárno, Comitatul Komárom, Slovacia – d. 9 august 1913, Budapesta, Austro-Ungaria) a fost un bibliograf, bibliotecar și istoric literar maghiar, care a fost ales membru corespondent al Academiei Maghiare de Științe, membru al Societății Kisfaludy și membru de onoare al Societății Petőfi. A fost tatăl istoricului literar Ferenc Szinnyei și al lingvistului József Szinnyei și bunic al medicului József Szinnyei, toți trei membri titulari ai Academiei Maghiare de Științe .

## Biografie
S-a născut la 18 martie 1830, sub numele József Ferber, pe malul dunărean stâng (nordic) al orașului Komárom din Regatul Ungariei. Orașul aflat pe ambele maluri ale Dunării a fost divizat în 1918 între Ungaria și Cehoslovacia, iar porțiunea de pe malul dunărean stâng a devenit orașul Komárno din Slovacia. Szinnyei a absolvit studiile gimnaziale în orașul său natal, apoi a urmat studii universitare la Pesta și la Győr, învățând în acea perioadă limbile slovacă și franceză.
În 1848 s-a alăturat trupele revoluționare maghiare și a participat la Războiul de Eliberare al Ungariei. A fost membru al garnizoanei maghiare (conduse de generalul György Klapka) care a apărat orașul Komárom și a beneficiat de amnistia generală acordată de autoritățile militare austriece. Mai târziu, a locuit la cumnatul său, Zsigmond Beöthy, unde a lucrat și a învățat alte limbi străine. În 1853 s-a căsătorit. A trăit apoi o perioadă la Pozsony, iar mai târziu s-a mutat la Budapesta.
Szinnyei a lucrat la Biblioteca Universitară din Budapesta (ELTE) în perioada 1872-1888 și apoi la Muzeul Național al Ungariei în perioada 1888-1913. Lucrarea sa principală este Magyar írók élete és munkái („Viața și opera scriitorilor maghiari”), publicată între anii 1891 și 1914 în 14 volume cu un număr total de aproximativ 10.500 de pagini; această operă monumentală cuprinde biografiile a aproximativ 30.000 de publiciști maghiari: poeți, prozatori, dramaturgi, filozofi, oameni de știință, teologi, jurnaliști etc. și o listă a lucrărilor publicate de ei.
A murit la 9 august 1913 în Budapesta.

## Lucrări (selecție)
- Magyar írók élete és munkái („Viața și opera scriitorilor maghiari”)
- Hazai és külföldi folyóiratok magyar tudományos repertóriuma („Repertoriul revistelor științifice maghiare din țară și din străinătate”) , 3 vol., 1874, 1885
- Magyarország természettudományi és mathematikai könyvészete 1472-1875 („Bibliografia studiilor de matematică și științe naturale din Ungaria în perioada 1472-1875”), 1878
- Komárom 1848-49-ban („Komáromul în anii 1848-1849”), 1887, reeditată în 1999
- A komáromi magyar színészet története („Istoria teatrului maghiar din Komárom”), 1881

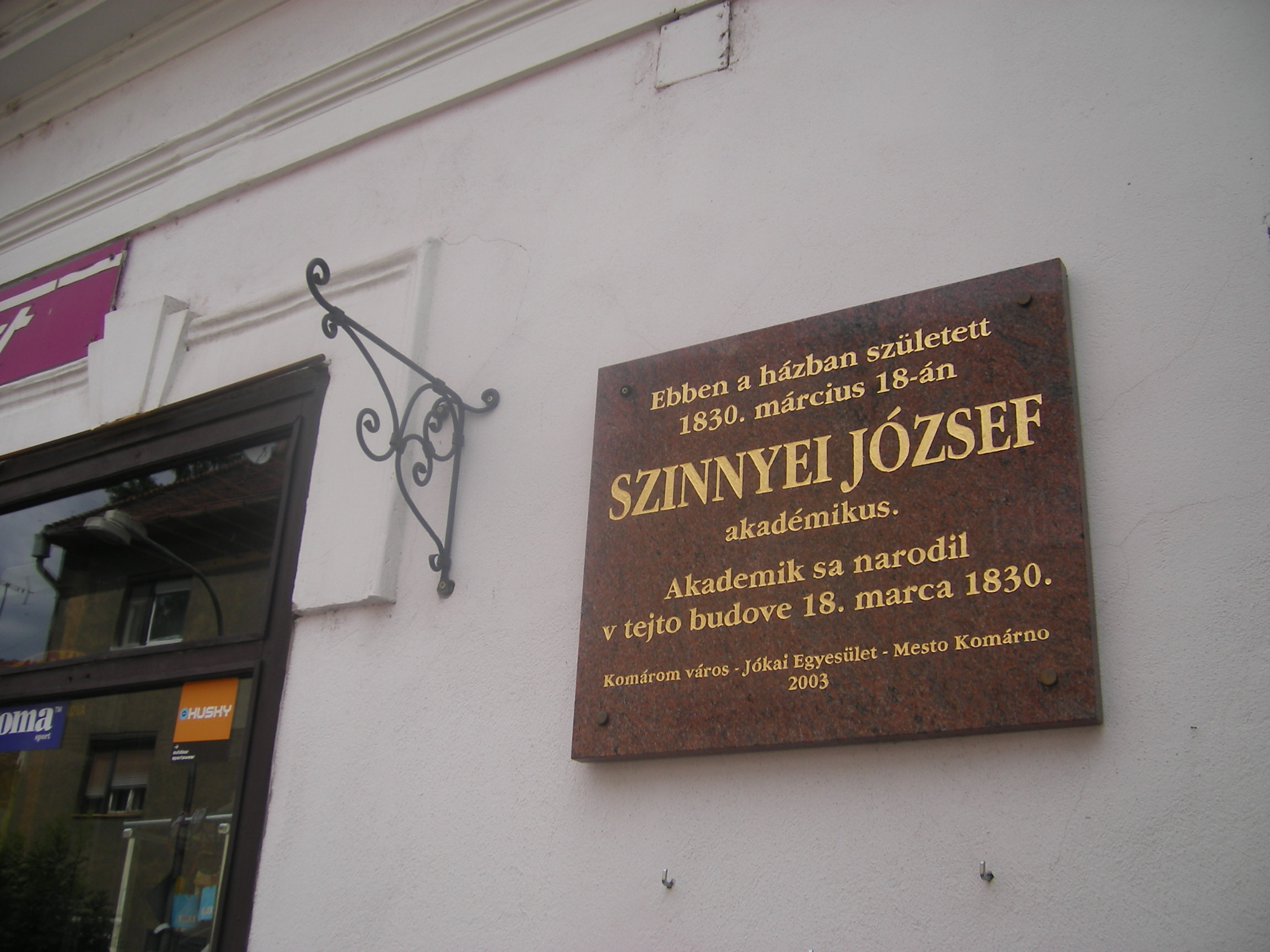
Placă memorială în onoarea lui József Szinnyei la Komárno

## In memoriam
- biblioteca districtuală și o stradă din Komárno îi poartă numele
- placă memorială în Komárno
- premiul „Szinnyei József” din 1992

## Legături externe
- Katolika leksikono